# Casa Museo Martínez-Holguín

La Casa Museo Martínez-Holguín, ubicada en la parroquia Atocha de la ciudad de Ambato en el Jardín botánico Atocha-La Liria, data del año de 1865, de la propiedad del Dr. Nicolás Martínez Vasconez y forma parte de la Quinta La Liria. 

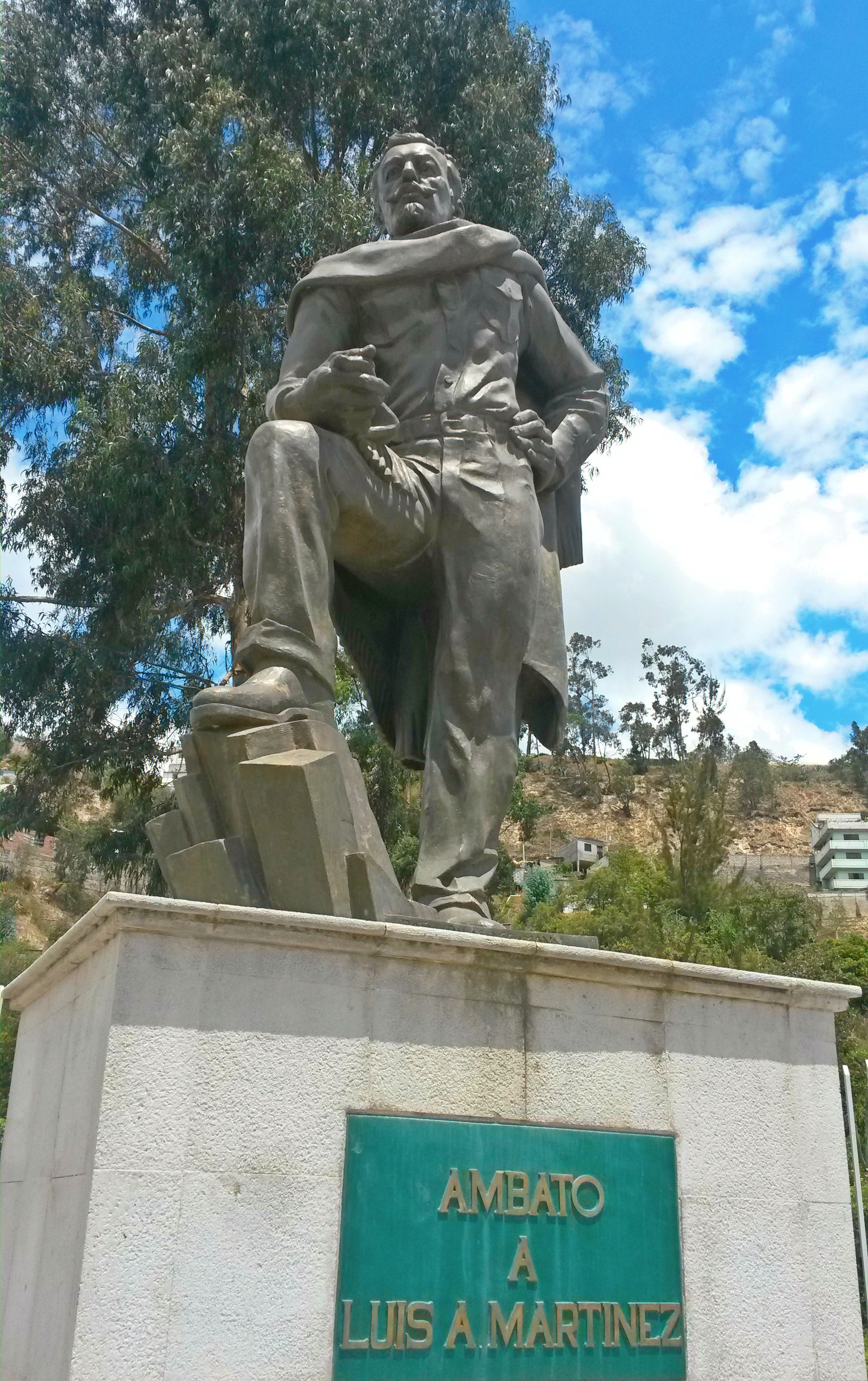
Monumento de Luis A. Martínez.

## Historia
En esta casa vivieron personajes ilustres de Ambato que aportaron al Ecuador como lo fue Luis A. Martínez, autor de la novela A la Costa, promotor de la creación del Colegio Normal de Agricultura de la ciudad de Ambato, e importante político que llegó a ser Ministro de Estado y de Instrucción Pública.
También en esta casa vivió Augusto Nicolás Martínez, el científico de la familia, ambos forman parte de una familia de 11 hijos que residierón en la Quinta la Liria y que en la actualidad forma parte del Jardín botánico Atocha-La Liria y que se muestra en el museo de Cera a toda esta distinguida familia republicana.
En el año 2020 se realizó el Tour virtual por la Casa Martínez Holguin mediante el cual puedes visitar cada uno de los rincones de esta histórica Casa y aprender más de una de las familias más notables de la ciudad de Ambato y del Ecuador.

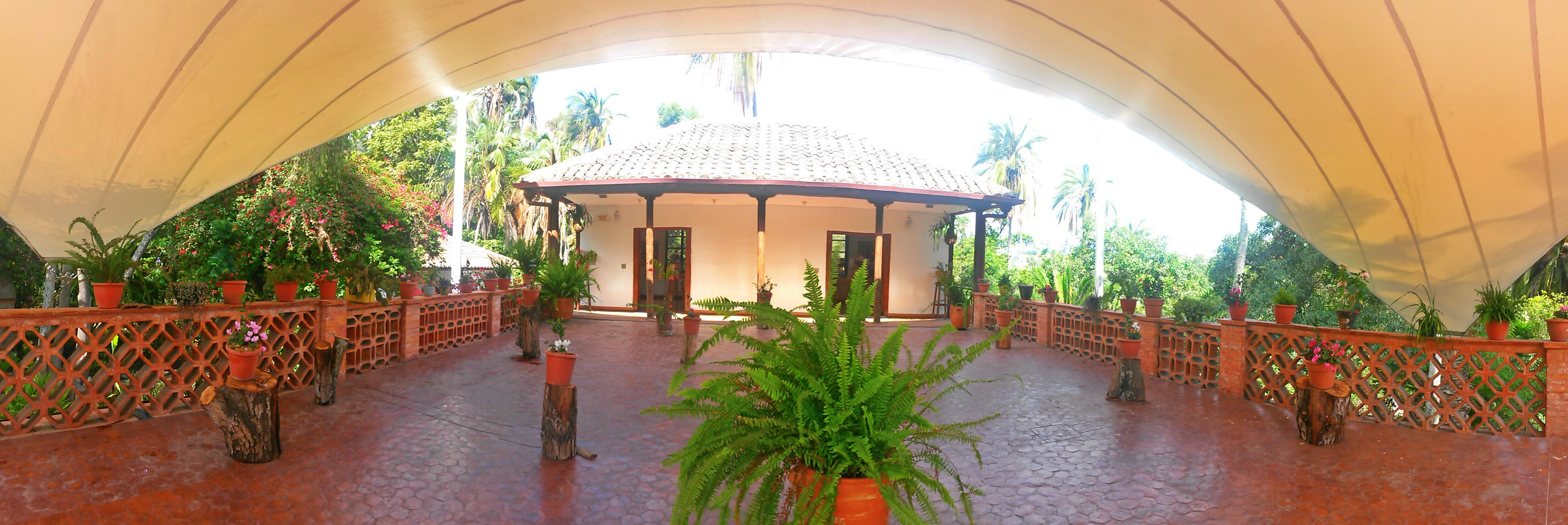
Museo Martínez-Holguín.